# Tillandsia zaragozaensis
Tillandsia zaragozaensis är en gräsväxtart som beskrevs av Renate Ehlers. Tillandsia zaragozaensis ingår i släktet Tillandsia och familjen Bromeliaceae. Inga underarter finns listade i Catalogue of Life.